# Szomolya
Szomolya is een plaats (község) en gemeente in het Hongaarse comitaat Borsod-Abaúj-Zemplén. Szomolya telt 1724 inwoners (2001).